# Bátaapáti
Bátaapáti is een plaats (község) en gemeente in het Hongaarse comitaat Tolna. Bátaapáti telt 441 inwoners (2001).

## Opslag kernafval
In 2008 is besloten ongeveer drieduizend vaten vast afval van de kerncentrale in Paks tijdelijk bovengronds op te slaan in Bátaapáti. Er wordt daarvoor een ondergrondse voorziening voor permanente opslag gebouwd. De permanente opslag zal plaatsvinden in een 17tal schachten van 200 tot 250 meter diep in een granietformatie net buiten het dorp. Langs die schachten komt een reeks zijkamers, die ieder op zich weer zestien betonnen segmenten bevatten waarin de afvalvaten worden opgeslagen. De opslagkamers worden van achter af systematisch opgevuld. Iedere kamer kan 7000 vaten van 200 liter bevatten. Eenmaal opgevuld wordt ieder segment massief volgestort met een mengsel van beton en graniet. Dat moet mede voorkomen dat grondwater, dat van nature in granietformaties aanwezig is, de vaten kan bereiken. De opslagfaciliteit is inmiddels de belangrijkste werkgever van het dorp, dat daarvoor eigenlijk alleen bekend was vanwege de wijn die er wordt geproduceerd.
De werkloosheid is in 2008 van meer dan tien procent teruggelopen naar een procent of zes. Het complex moet bovendien een toeristische trekpleister voor het dorp worden. Belangstellenden kunnen het eerste deel van de mijngang bezoeken, waar een tentoonstelling is ingericht over kernenergie en de opslag van kernafval.